# Ananas comosus
Ананас (туп. nanas — одлично воће; лат. Ananas comosus) тропска је биљка из породице бромелија (Bromeliaceae) и једини је представник ове породице који се комерцијално гаји као воће. Ананас се једе свеж или конзервиран, а може се наћи и у облику сока или као састојак мешаних сокова. Користи се за десерте, салате и воћне коктеле, а у неким културама и као прилог за јела од меса.
Ананас расте као мали грм; појединачни цветови неопрашене биљке спајају се и формирају збирни плод. Биљка се нормално размножава са огранка који се ствара на врху плода или са бочног изданка, и обично сазрева у року од годину дана.

## Опис биљке
Ананас је зељаста вишегодишња биљка која достиже висину од метар до метар и по, са тридесетак или више шпицастих листова дугих од тридесетак сантиметара до једног метра, који окружују дебелу стабљику. Ананас је пример збирног плода: сваки од многобројних радијално распоређених цветова рађа меснати плод, који је тесно приљубљен уз плодове суседних цветова, тако да читава цваст заједнички чини оно што наизглед делује као један меснати плод.

## Порекло и историјат
Потиче из Парагваја и јужних делова Бразила. Култивисан је у претколумбовско време и раширен по читавој Јужној Америци, па је коначно стигао и до Кариба, где га је пронашао Колумбо, који га је однео у Европу. Шпанци су га раширили на Филипине, Хаваје, Гвам и у данашњи Зимбабве. Ананас је успешно гајен од 1720. у европским стакленим баштама и посебним топлим јамама које је загревала ферментација коњске балеге. Ова метода је захтевала много рада, а за јаме је било потребно и много свеже балеге. Масовна примена парних бродова означила је крај гајења ананаса у Европи, јер је превоз воћа преко мора постао много јефтинији од његовог гајења у умереној клими.

## Производња
Данас светском производњом ананаса доминира Југоисточна Азија: у 2001. години Тајланд је произвео 1.979.000 тона, Филипини 1.618.000 тона, док је Бразил остварио производњу од 1.430.000 тона. Укупна светска производња у 2001. години била је 14.220.000 тона. Највећи извозници свежег ананаса у 2001. години били су Костарика са 322.000 тона, Обала Слоноваче са 88.000 тона и Филипини са 135.000 тона.
У комерцијалном узгајању, цветање се може изазвати вештачки и рана берба главног плода може довести до развоја другог, мањег плода. Врх плода ананаса са лиснатом круном, одсечен приликом чишћења, може се засадити у земљу, па ће из њега израсти нова биљка — као што је случај код кромпира који је у стању да исклија из дела кртоле. Ово је најчешћи метод размножавања који примењују аматерски баштовани.

## Опрашивање
Опрашивање у природи најчешће врше колибрији. Оно је неопходно ради формирања семена, али присуство семена лоше утиче на квалитет плода. Из овог разлога је на Хавајима, где се ананас данас гаји као једна од најважнијих пољопривредних култура, забрањен увоз колибрија.
Поједине дивље врсте ананаса опрашују слепи мишеви и оне се понашају управо супротно од већине цветница, отварајући цветове у току ноћи и затварајући их преко дана.

## Лековито дејство
Корен и плод се примењују на кожи као средство против упала и као протелитички агенс. На Филипинима се традиционално користи против цревних паразита. Постоје тврдње да ананас делује благотворно на поједине поремећаје гастроинтестиналног тракта, да помаже у отклањању болова, као и да је у стању да убрза порођај у случају његовог кашњења.

## Хранљиве вредности
| 100 ананаса садржи: |         |         |            |             |              |                |               |
|                     |         | воде (g) | масноћа (g) | калијума (mg) | калцијума (mg) | магнезијума (mg) | витамина Ц () |
| 55-59               | 233-247 | 84      | 0,2        | 173         | 16           | 17             | 19            |

Извор: EU NWKRL 90/496/EWG
Ананас садржи протеолитички ензим бромелаин који разграђује беланчевине. Сок свежег ананаса се може користити као маринада за омекшавање меса. Ензими из свежег ананаса могу онемогућити припрему желеа или других десерта базираних на желатину. Бромелаин се разграђује кувањем или конзервирањем, па се конзервирани ананас може употребљавати са желатином. Овај ензим може бити опасан за особе које пате од недостатка беланчевина или поремећаја као што је Елерс-Данлосов синдром. Свеж ананас такође не треба да једу особе које пате од хемофилије, као ни оне са обољењима бубрега или јетре, јер он може да смањи време потребно за коагулацију крви.
Ананас је значајан извор мангана, а садржи и веће количине витамина Ц и витамина Б1.

## Складиштење и транспорт
Свеж ананас је прилично скуп јер је као и већина тропског воћа осетљив на услове транспорта. Ананас сазрева након брања, али је за то потребна одређена температура. Као и банане, осетљив је на хладноћу и не треба га држати у фрижидеру. Потпуно зелени плод после пет до осам дана држања на собној температури добија златно-смеђу боју, пријатан мирис и постаје мало мекши, и тада је спреман за јело.
Ананас се складишти на температури од око 7 °C, да би се спречило сазревање. Ово се ради јер је појединим плодовима за зрење потребно и двоструко дуже време него другима, па тако неки могу бити недозрели, док су други већ презрели, што је у комерцијалним условима недопустиво, посебно када се има у виду релативно висока набавна цена овог воћа. Због тога је ананас ван тропског појаса најдоступнији у конзервираном облику.

## Историја

### Преколонијална култивација
Дивља биљка потиче из области река Парана-Парагвај између јужног Бразила и Парагваја. Мало се зна о његовом припитомљавању, али се као усев проширио широм Јужне Америке. Археолошки докази о употреби пронађени су још из периода 1200-800. п. н. е. (пре 3200-2800 година) у Перуу и 200. п. н. е.-700 (пре 2200-1300 година) у Мексику, где су га узгајале Маје и Астеци. До касних 1400-их, посечени ананас је био широко распрострањен и основна храна Индијанаца. Први Европљанин који је наишао на ананас био је Колумбо у Гвадалупу 4. новембра 1493. године. Португалци су узели воће из Бразила и унели га у Индију до 1550. године. Сорта црвени шпански ананас је такође уведена од стране Шпанаца из Латинске Америке на Филипине, а узгајана је за текстилну употребу од најмање 17. века.
Колумбо је биљку вратио у Шпанију и назвао је пина де Индес, што значи „индијски бор”. Ананас је документован у Деценијама Новог света Петра Мартира (1516) и Извештају о првом путовању око света Антонија Пигафете (1524-1525), а прва позната илустрација је у Овиједовој Општој историји Индије (1535).